# Пентадеканолид
Пентадеканолид, или 15-пентадеканолид, или Экзальтолид — лактон гидроксипентадециловой кислоты.
Растворим в этаноле и органических растворителях, нерастворим в воде.
Содержится, в небольшом количестве, в эфирном масле из корней  дягиля лекарственного (Angelica archangelica).

## Получение
Промышленный синтез пентадеканолида осуществляется несколькими способами:
- основной способ — присоединение циклододеканона к аллиловому спирту с последующей дегидратацией и получением 13-оксабициклогексадец-1(12)-ена, окисление последнего до 12-гидроперокси-13-оксибициклогексадекана и расщепление этого гидропероксида при нагревании с образованием пентадеканолида:

|                                  | CH2=CHCH2OH                      |                                  | H2O2 |  | Ксилол |  |
| {\displaystyle \longrightarrow } | {\displaystyle \longrightarrow } | {\displaystyle \longrightarrow } |      |  |        |  |
| - H2O                            |                                  | t                                |      |  |        |  |
- синтез из 13-оксабициклогексадец-1(12)-ена нитрозированием и последующим восстановлением образующегося 12-оксимино-15-пентадеканолида по Вольфу—Кинжеру в 15-гидроксипентадекановую кислоту

|                                  | CH2=CHCH2OH                      |                                  | HNO2 |  | H2NNH2, KOH |  |
| {\displaystyle \longrightarrow } | {\displaystyle \longrightarrow } | {\displaystyle \longrightarrow } |      |  |             |  |
| - H2O                            |                                  |                                  |      |  |             |  |

## Применение
Является очень ценным душистым веществом и широко используется как компонент парфюмерных композиций, отдушек для мыла и косметических изделий.